# Windows Communication Foundation
Windows Communication Foundation (WCF) — программный фреймворк, используемый для обмена данными между приложениями, входящий в состав .NET Framework. До своего выпуска в декабре 2006 года в составе .NET Framework 3.0, WCF был известен под кодовым именем Indigo.
WCF делает возможным построение безопасных и надёжных транзакционных систем через упрощённую унифицированную программную модель межплатформенного взаимодействия.
Комбинируя функциональность существующих технологий .NET по разработке распределённых приложений (ASP.NET XML Web Services — ASMX, WSE 3.0, .NET Remoting, .NET Enterprise Services и System.Messaging), WCF предоставляет единую инфраструктуру разработки, при умелом применении повышающую производительность и снижающую затраты на создание безопасных, надёжных и транзакционных Web-служб нового поколения.
Заложенные в неё принципы интероперабельности позволяют организовать работу с другими платформами, для чего используются технологии взаимодействия платформ, например WSIT, разрабатываемые на базе открытого исходного кода.

## Хостинг
Класс службы WCF не может существовать самостоятельно. Каждая служба WCF должна находиться под управлением некоторого процесса Windows, называемого хостовым процессом. Существуют несколько вариантов хостинга:
- Автохостинг (то есть хост-процессом является, к примеру, консольное или графическое Windows приложение)
- Хостинг в одной из служб Windows
- Хостинг с использованием IIS (Internet Information Server) или WAS (Windows Activation Services)[англ.]